# 용인고등학교 (경기)
용인고등학교(龍仁高等學校)는 대한민국 경기도 용인시 처인구 역북동에 있는 공립 고등학교이다.

## 학교 연혁
- 1954년 2월 2일 : 설립 인가(3학급)
- 1954년 4월 6일 : 개교
- 1957년 3월 11일 : 제1회 졸업식(1학급 97명)
- 1976년 3월 1일 : 용인여자고등학교로 교명 변경
- 1981년 3월 1일 : 중.고 완전 분리
- 1984년 7월 27일 : 현 신축 교사로 이전
- 1995년 3월 1일 : 용인고등학교로 교명 복원
- 1998년 10월 30일 : 웅비관(체육관) 개관
- 2005년 3월 19일 : 홍익관(기숙사, 급식소), 어학실, 전자정보 도서관 개관
- 2022년 3월 1일 : 제26대 김회만 교장 취임
- 2023년 1월 3일 : 제67회 졸업식(395명) 졸업생 총계 19,706명
- 2023년 3월 2일 : 40학급(특수 3학급 포함) 편성

## 참고 자료
- 용인고등학교 - 한국교육학술정보원 학교알리미